# Virtus Aversa
La Virtus Aversa è una società pallavolistica maschile italiana con sede ad Aversa: milita nel campionato di Serie A2.

## Storia
Il club nasce nel 2016 come Romeo Normanna Aversa Academy. Sponsorizzata dall'imprenditore Alfredo Romeo, disputa il campionato di Serie C ottenendo l'immediata promozione in Serie B con la vittoria nei play-off promozione sulla Marcianise. La stagione successiva, dopo il cambio di denominazione in Normanna Aversa Academy, debutta in Serie B, sfiorando la promozione in Serie A2, sconfitta nella finale play-off dalla Top Volley Lamezia.
Nell'annata 2018-19 non riesce a ripetere i successi della stagione precedente e al termine del campionato subisce la retrocessione. Dopo un campionato di Serie C interrotto per il diffondersi della pandemia di COVID-19 in Italia, nuove sponsorizzazioni rilanciano la società che acquisisce il titolo di Serie A3 dal Cuneo.
Dopo il debutto nella terza serie nazionale nella stagione 2020-21, nell'annata successiva giunge in semifinale dei play-off promozione e ottiene la prima partecipazione alla Coppa Italia di categoria.
Nell'estate del 2023 cede il proprio titolo di Serie A3 allo Stadium Mirandola per acquisire quello di Serie A2 dalla rinunciataria Olimpia Bergamo. Con la nuova denominazione di Virtus Aversa, debutta nella serie cadetta nella stagione 2023-24 terminando il campionato al 10º posto in classifica.

## Rosa 2024-2025
| N° | Nome               | Ruolo | Data di nascita  | Nazionalità sportiva |
| -- | ------------------ | ----- | ---------------- | -------------------- |
| 1  | Filip Frankowski   | S     | 7 maggio 1990    | Polonia              |
| 3  | Martins Arasomwan  | C     | 1º gennaio 1995  | Italia               |
| 4  | Bruno Canuto       | S     | 2 maggio 1990    | Brasile              |
| 5  | Gordan Lyutskanov  | S     | 11 aprile 1997   | Bulgaria             |
| 7  | Salvatore Rossini  | L     | 13 luglio 1986   | Italia               |
| 9  | Matheus Motzo      | O     | 9 settembre 1999 | Italia               |
| 10 | Cristian Frumuselu | C     | 7 giugno 1997    | Italia               |
| 11 | Fernando Garnica   | P     | 19 luglio 1980   | Italia               |
| 13 | Ionut Ambrose      | C     | 13 agosto 2004   | Italia               |
| 15 | Danilo De Santis   | S     | 1º aprile 1993   | Italia               |
| 16 | Francesco Minelli  | P     | 1º agosto 2002   | Italia               |
| 17 | Edoardo Mentasti   | S     | 17 aprile 2002   | Italia               |
| 18 | Andrea Di Meo      | P     | 7 maggio 2006    | Italia               |
| 21 | Omar Agouzoul      | S     | 31 luglio 2004   | Italia               |

## Denominazioni precedenti
- 2016-2017: Romeo Normanna Aversa Academy
- 2017-2023: Normanna Aversa Academy